# Sonetti romaneschi
(Giuseppe Gioachino Belli, Introduzione alla raccolta dei sonetti)
I Sonetti romaneschi sono una raccolta di sonetti scritti in dialetto romanesco da Giuseppe Gioachino Belli durante il XIX secolo. Si tratta della produzione più corposa di poesie durante l'Ottocento: consta di ben 2279 sonetti, un compendio delle contraddizioni della plebe romana, i cui personaggi sono di volta in volta strumenti e bersagli della satira; tipi umani, psicologici e sociali - che oscillano in un registro che va dal comico all'ironico al grave - ben rappresentano la diversità di un microcosmo unico, ma anche esprimono opinioni individuali, di gruppo o corali.

## Genesi e composizione
(Gioacchino Belli)
L'opera fu ispirata ai sonetti di Carlo Porta, composti in dialetto lombardo, che egli ammirava; l'impresa fu completata tra il 1831 e il 1837 nel primo periodo, e fra il 1843 e il 1847 nella seconda stesura, col titolo provvisorio di Poesie romanesche o Il 996, in base al riferimento delle sue iniziali ggb, molto simili al numero. Ciascun sonetto manoscritto recava "in calce" la data di composizione. L'opera fu tenuta segreta dallo scrittore perché ancora in fase di elaborazione, ma i versi circolarono, diffusi dal partito mazziniano e anticlericale, da lui avversato, durante i moti del 1849. Non compose più in dialetto, collaborando anzi con la censura pontificia. Dopo la sua morte, il figlio Ciro fece pubblicare, nel 1864-65,  un'ampia scelta di sonetti, dalla quale i curatori si premurarono di eliminare o emendare i testi ritenuti sconvenienti, quelli più provocatori e veraci contro il potere. 

## Il contenuto e i personaggi

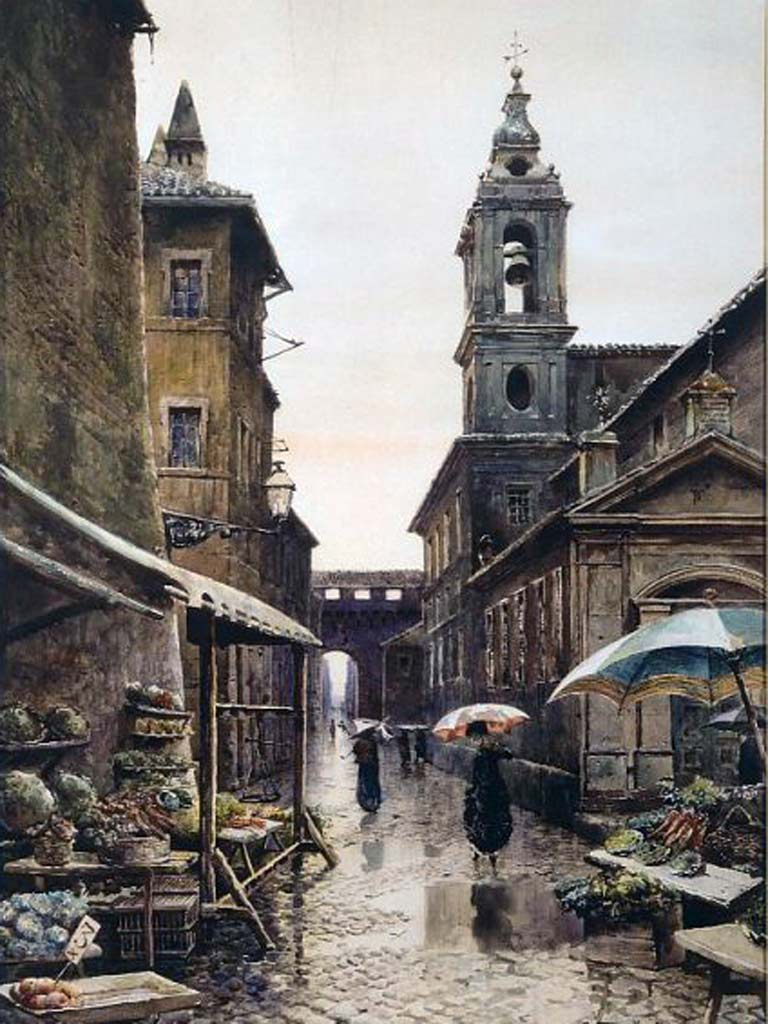
Vicolo del Campanile di Borgo in un acquerello di Ettore Roesler Franz (1880 circa) La casa sulla sinistra in primo piano appartiene alla spina. Il campanile è quello di Santa Maria in Traspontina, chiesa parrocchiale di Borgo. Sul lato sinistro di questo vicolo è visibile ancor oggi un raro esempio di Casa Graffita del Rinascimento.

Le vicende descritte dai sonetti, lungi dall'appiattire la rappresentazione della plebe romana all'uniformità, sottolineano il carattere naturale 
e spontaneo dei popolani. Possiamo individuare due aspetti:
1) La descrizione della vita popolare - non imbrigliata dall'educazione né condizionata dalla civilizzazione - in bozzetti, con intenti comico-parodistici, ma anche spietatamente critici. Narrazione dei vari lavori bassi del popolo affamato e ignorante, che si lascia liberamente governare dai potenti di turno, confidando solamente nell'ideologia di tirare a campare, o nell'affidamento a rituali magici e superstiziosi.
2) La seconda parte è molto simile ai sonetti delle "pasquinate", ovvero motteggi e frecciate contro il potere e i suoi massimi rappresentanti: la Chiesa, la politica, i magistrati, gli intellettuali. La Roma papalina è descritta da Belli come una sorta di inferno dantesco, dove ogni peccato e corruzione ha una determinata casta della popolazione, e un preciso luogo nel centro antico. Tra i più bersagliati dal Belli vi è il Rione Borgo, uno dei più malfamati e degradati della città, assieme alla Suburra. Il tono di Belli tuttavia è quello canzonatorio, mai spietato, aggressivo e feroce, come fosse rassegnato alla descrizione di una "commedia" dantesca in forma di pantomima, in cui i personaggi dei ceti sociali alti e bassi sono collegati, pur nelle loro opposizioni, fra loro, nel grande ventre di Roma.

## Analisi e temi
(Giuseppe Gioachino Belli, introduzione alla raccolta dei sonetti)

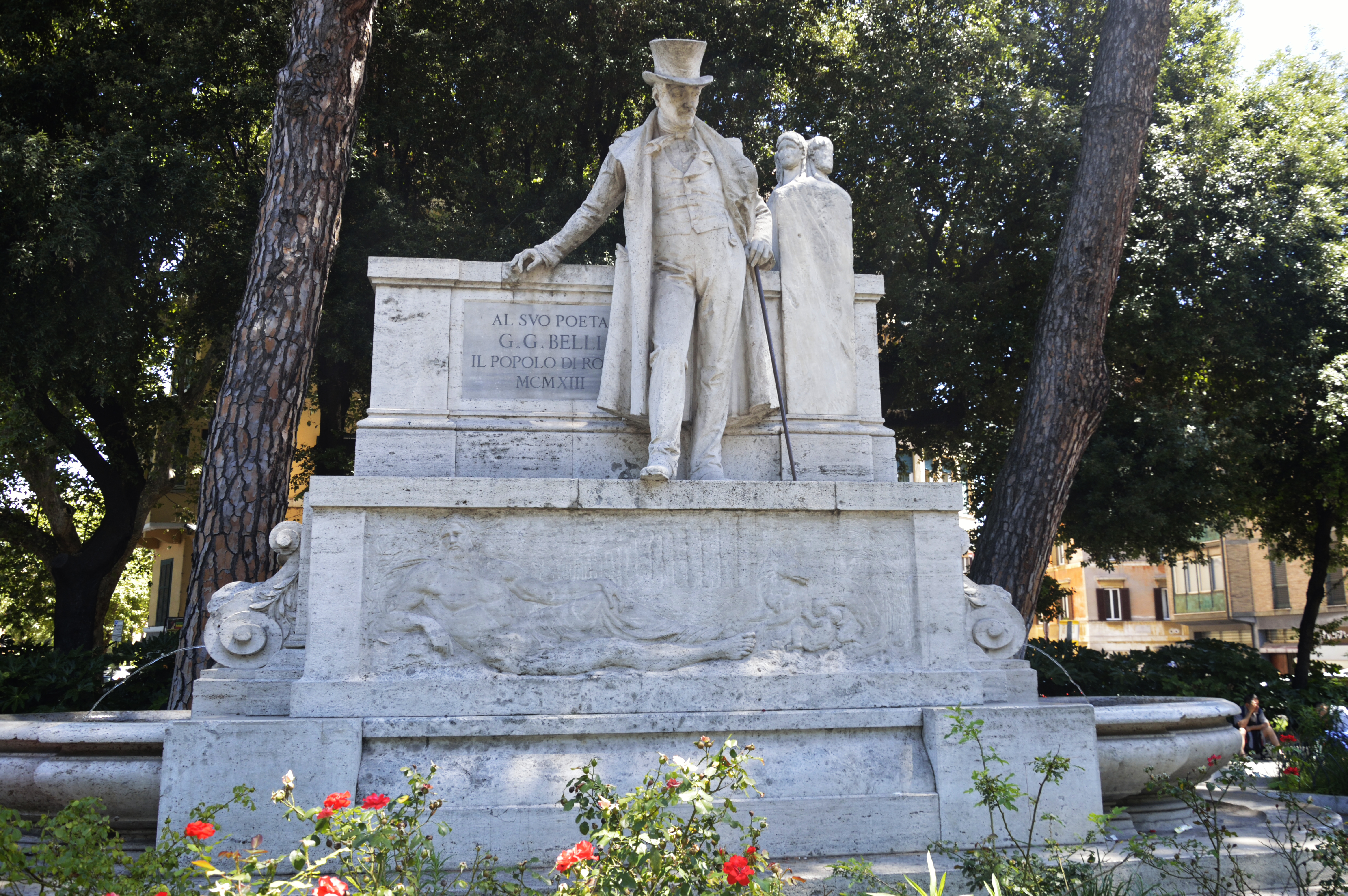
Statua di Giuseppe Gioachino Belli al Ponte Quattro Capi di Trastevere a Roma

Nella lunga introduzione ai sonetti Belli manifesta il suo desiderio di tracciare un ritratto satirico e ironico, ma anche reale e triste della società bassa di Roma ai tempi del XIX secolo. Come egli dichiara apertamente: il popolo italiano non è mai stato unito e non ha mai ricevuto una vera istruzione, rimanendo sempre rozzo, volgare e ignorante. Ciò che colpisce di più è il fatto che la plebe di Roma, ma anche dell'Italia di allora e delle generazioni passate amava e ama tuttora crogiolarsi nella pochezza e nell'ignoranza, non interessandosi di politica, delle persone che rappresentano il Paese e specialmente provando ribrezzo e indifferenza per qualsiasi forma di cultura o scolarizzazione.
Tuttavia da una parte Gioachino Belli pare condannare queste abitudini semplici e per niente costruttive a formare una società migliore e moderna, dall'altra egli rimane attaccato alle tradizioni e alle usanze popolari della sua Roma, ritenendole uniche e perfettamente caratterizzanti di un'intera generazione che, pur non in maniera idonea ai canoni che oggi in un'era più moderna sono in vigore, ha scritto la storia dell'Italia.

Alberto Sordi è il Marchese Onofrio del Grillo ne Il marchese del Grillo dove pronuncia la celebre frase: Mi dispiace, ma io so' io, e voi non siete un cazzo!

Descrivendo abitudini di matrone romane, di ubriaconi, di gente che si diverte a fare scherzi e ad usare tipici modi per esprimersi, Belli intende nell'introduzione analizzare anche la triste e misera condizione in cui il popolo romano si ritrova. Infatti in quegli anni governava in tutto e per tutto il papa, soprannominato appunto "Papa Re", e tutti i "sudditi" erano costretti ad obbedire, tanto che il potere del pontefice diventava sempre più ierocratico. Solo nel 1861 con l'Unità d'Italia la situazione si ribaltò quando il Paese entrò a far parte di una sola grande unità; infatti se non fosse stato per Giuseppe Garibaldi, Camillo Benso di Cavour, Giuseppe Mazzini e tanti altri giovani con ideali di libertà, il popolo italiano, ignorante, arretrato e rozzo a causa dell'assenza di cultura e anche un po' sciocco per propria volontà, sarebbe rimasto sempre frammentato.
Perciò Belli nell'introduzione denuncia apertamente anche la "sonnolenza" del popolo romano, invitandolo a svegliarsi e cambiare il corso degli eventi. Dopo aver analizzato oltre a questo anche altri aspetti negativi della plebe romana che la portano quasi quasi a diventare una caricatura, Gioachino Belli, per avvertire il lettore di quanto sta per leggere, illustra brevemente gli accenti, le lettere e le pronunce del dialetto romanesco dove la "z" sostituisce la "s" e i pronomi personali "vi" diventano "ve" e "ci" passa a "ce", e via dicendo. L'autore non si esimerà dal sottolineare alcune brutture e fatti particolari della società romana del suo secolo con espressioni volgari, farsesche e tipicamente appartenenti al suo dialetto.

## I sonetti più famosi

### Li soprani der monno vecchio
Forse uno dei sonetti romaneschi più famosi di Gioachino Belli è Li soprani der monno vecchio (I sovrani del mondo vecchio - 1832), talmente celebre che Mario Monicelli e Alberto Sordi lo ripresero per una frase del film Il marchese del Grillo: "Io so' io e voi nun siete un cazzo!" Sebbene tale frase possa essere così semplice in verità racchiude una ferocissima critica contro i ricchi, i potenti e le alte cariche politiche ed ecclesiastiche della Roma dell'Ottocento. Ma la frase del sonetto in realtà si riferisce anche ad altri prepotenti che ci sono sempre stati ovunque in tutta la storia dell'uomo e dell'invenzione delle caste e dei ceti sociali.
Chi dice la frase famosa e volgare è un re vassallo che un giorno, privando i suoi feudatari di tutti i suoi beni, risponde in tale maniera rozza e cafona alle loro domande. Partendo da questo episodio, Belli traccia una storia del popolino italiano, sempre vigliacco e pronto a sottostare alle grazie di un altro, politico quasi sempre esterno che pensa solo ai propri comodi assieme ai colleghi oppure alle dure leggi ristrette del Papa stesso.

C'era una vorta un Re cche ddar palazzo

mannò ffora a li popoli st'editto:

"Io sò io, e vvoi nun zete un cazzo,

sori vassalli bbugiaroni, e zzitto.

Io fo ddritto lo storto e storto er ddritto:

pòzzo vénneve a ttutti a un tant'er mazzo:

Io, si vve fo impiccà nun ve strapazzo,

ché la vita e la robba Io ve l'affitto.

Chi abbita a sto monno senza er titolo

o dde Papa, o dde Re, o dd'Imperatore,

quello nun pò avé mmai vosce in capitolo!".

Co st'editto annò er Boja per ccuriero,

interroganno tutti in zur tenore;

e arisposeno tutti: "È vvero, è vvero!".»

C'era una volta un Re che dal palazzo

mandò in piazza al popolo quest'editto:

"Io sono io, e voi non siete un cazzo,

signori vassalli invigliacchiti, e silenzio.

Io sono capace di cambiare una cosa da uno stato all'altro e viceversa:

Io vi posso barattare tutti per un nonnulla:

Io se vi faccio impiccare tutti non vi faccio torto,

Visto che Io ho il potere di darvi la vita e quel con cui vivere.

Chi vive in questo mondo senza possedere la carica

o di Papa, o di Monarca o di Imperatore,

colui non potrà mai far sentire la sua voce in pubblico!".

Con tale editto si recò il boia come portavoce,

chiamando all'attenzione tutti quanti a gran voce;

e il popolo intero rispose: "È la verità, è la verità!".»
(Giuseppe Gioachino Belli, sonetto n. 362, Li soprani der monno vecchio)

### Er Giorno der Giudizzio

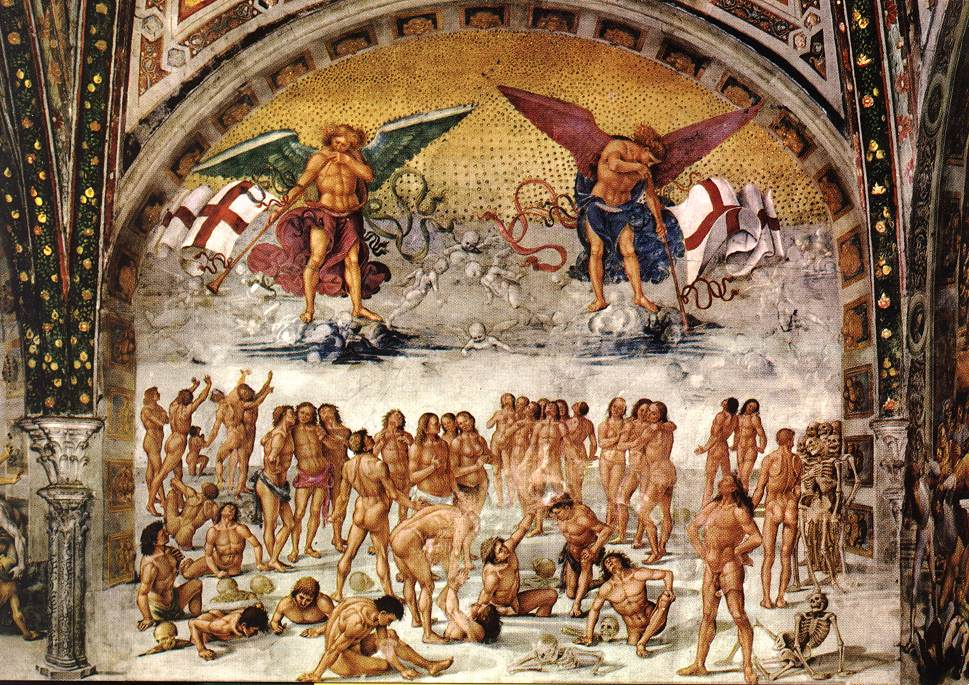
La Resurrezione della Carne di Luca Signorelli nella Cappella di San Brizio del Duomo di Orvieto

A una prima considerazione verrebbe da pensare che Belli, nella descrizione di questo Giudizio universale, si sia rifatto al famoso affresco di Michelangelo soprattutto per il verso iniziale di quei quattro angeloni che richiamano le immagini statuarie del pittore della Cappella Sistina; ma basta poco per capire che non è così quando il rimanente del verso descrive un universo con quattro cantoni dando una limitazione spaziale più congeniale alla mente semplice del plebeo romano che molto probabilmente, al contrario del poeta, non era mai entrato nella Sistina. La critica letteraria ha infatti osservato come la descrizione del giudizio, nel proposito di Belli di mantenersi distinto dal suo protagonista plebeo, si rifà piuttosto a un qualche quadro barocco presente in una delle tante chiese romane che colpiva per i suoi toni enfatici, molto di più delle forme classiche michelangiolesche, la fantasia popolare. La conferma verrebbe poi anche dalla descrizione dei trapassati come una filastrocca de schertri a pecorone raffigurazione tipica della iconografia della morte diffusa nell'età della Controriforma, che nella Roma ottocentesca del Belli è ancora viva e operante.
Ma è molto probabile che un'ulteriore e diretta fonte iconografica possa vedersi negli affreschi di Luca Signorelli per la Cappella di San Brizio nel Duomo di Orvieto, che Belli, nei suoi frequenti viaggi giovanili verso le Marche e nei successivi in Umbria a trovare il figlio Ciro studente, aveva visitato spinto, forse, anche da un certo interesse di documentazione "etnografica" nei confronti della reliquia del miracolo eucaristico di Bolsena ivi conservata.
Non era certo la condivisione per il culto delle reliquie che lo avrebbe portato ad Orvieto in quanto, da autentico "buon cristiano", Belli avversava ogni manifestazione miracolistica (basta leggere i sonetti ed i commenti agli stessi, con la costante e aspra contestazione del culto dei santi e delle relative "erliquie" e manifestazioni straordinarie).
La conoscenza dell'affresco de "La resurrezione della carne", è testimoniata dalla forte affinità che si riscontra con i versi del sonetto: la presenza dei grandi angeli con le trombe in bocca (in questo caso due, data la bidimensionalità del dipinto, ma che rimandano alle due schiere dei santi e dei reprobi che vanno formandosi), ma, soprattutto, gli scheletri che escono carponi dalla terra, si rialzano e riprendono la loro figura umana e, per finire, la sonagliera di angeli che turbina sullo sfondo.

### Er caffettiere filosofo

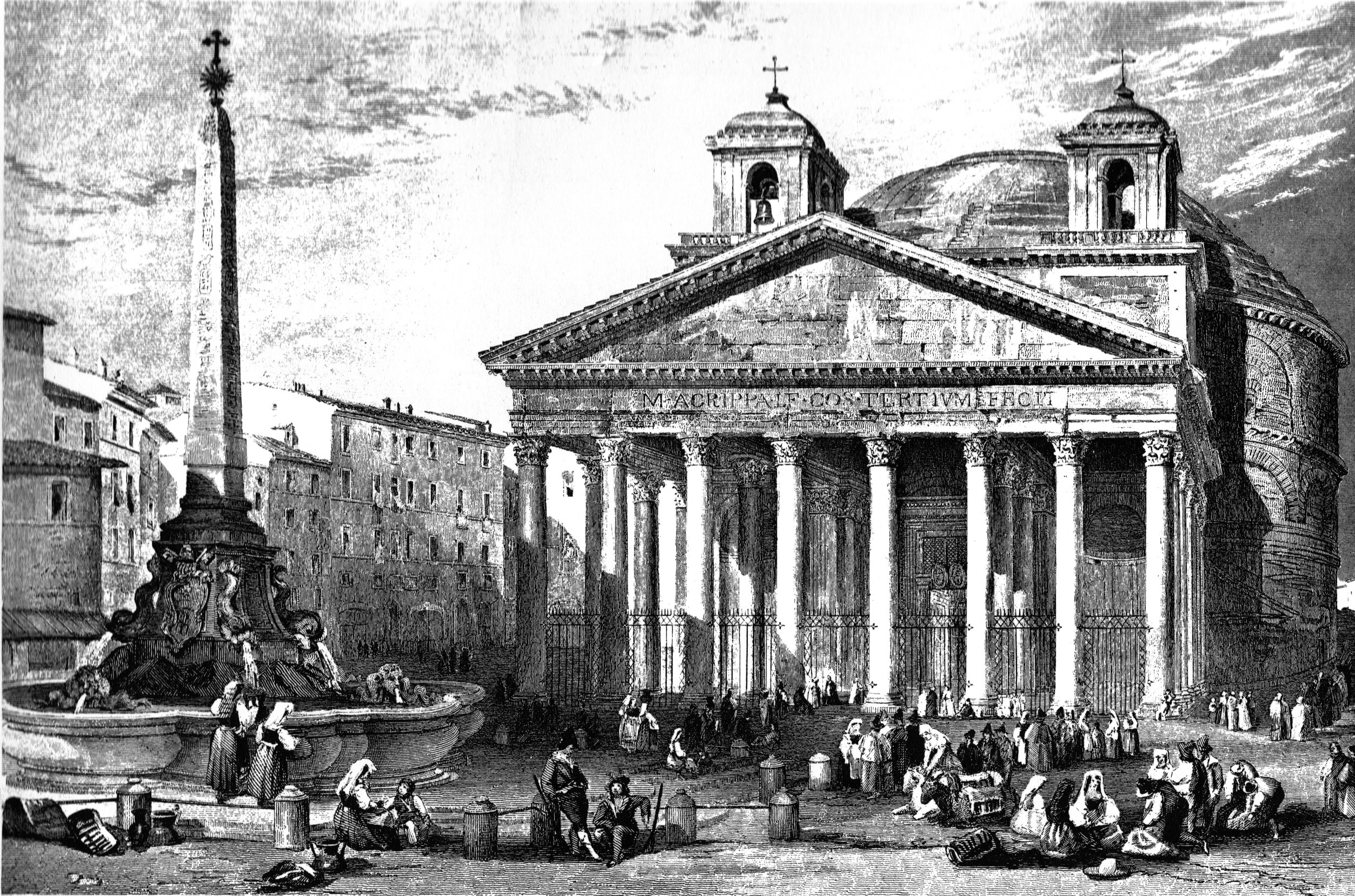
Il Pantheon di Roma nel 1835, quando era ancora Basilica

Sonetto del 22 gennaio 1833. Tipico bozzetto dei piccolo-borghesi romani, dove ciascun artigiano ha una sua filosofia della vita. Il barista del caffè sostiene che tutti gli uomini sono come dei chicchi da caffè nella macina della vita. Ognuno si crede diverso, e viene a contesa con il prossimo; ma alla fine si trovano nella stessa barca, in quanto la macina, girando, li frantuma e li trasforma in polvere. Cioè si tratta di una metafora della morte, che alla fine della vita di ciascun uomo, non guarda in faccia nessuno e porta tutti all'Inferno. La summa del caffettiere è tratta da autori passati come Alceo e Orazio, che invitano l'uomo a divertirsi e cogliere l'attimo ("carpe diem"), perché la vita è breve. La differenza di Belli è che mescola tutte le passioni e gli stili di vita mondani della gente in un unico elemento, la macina, che nei suoi movimenti semplici (il corso naturale delle cose), distrugge tutte le vite, perché poi venga nuovamente riempita all'infinito da altre vite umane.

### La creazzione der monno
Comica rivisitazione dei primi passi della Genesi biblica. Dio, sotto le vesti di Gesù, crea il mondo, il cielo, le nuvole, il giorno, la notte, fa crescere il verde, le montagne, il mare, gli animali e infine l'uomo. I primi uomini sono Adamo ed Eva, e Dio proibisce loro di mangiare il frutto proibito, benché avessero tutto il Giardino dell'Eden per loro. Tuttavia i due disubbidiscono, e Dio grida: "Ommini da vienì, sséte futtuti!", ossia un monito eterno di condanna contro i discendenti di Adamo ed Eva, a sottolineare il peccato originale, e come l'animo umano sia sempre stato volubile, malgrado fosse una creatura di Dio.

### Er padre de li santi
Sonetto del 6 dicembre 1832. Uno dei sonetti più piccanti, sboccati e spinti, in cui l'argomento centrale è il fallo umano. Dopo una carrellata di vocaboli "coloriti" in cui il volgo descrive il fallo umano, si arriva alla dotta conclusione dello speziale, che lo chiama "Priapo", in riferimento alla divinità pagana. Successivamente subentra l'elemento comico, in quanto la moglie dello speziale chiama il fallo "pene", con la consonanza finale "bene", ossia l'allusione erotica ai rapporti sessuali sfortunati della donna coi suoi amanti pazienti.

### Cosa fa er Papa?
Sonetto del 9 ottobre 1835. Belli descrive satiricamente il ruolo del Papa: mangiare, bere e godere della sofferenza del popolo povero dall'alto della Basilica di San Pietro in Vaticano. Il pontefice è mostrato in breve in tutte le sue turpitudini, un uomo che è legato strettamente al potere, con la mente ormai malata e corrotta, che preferisce avere tutta la felicità di Dio, solo e beato com'era investito il Signore, nella sua solitudine, prima della creazione del mondo.

## L'analogia con ilMarchese del Grillo

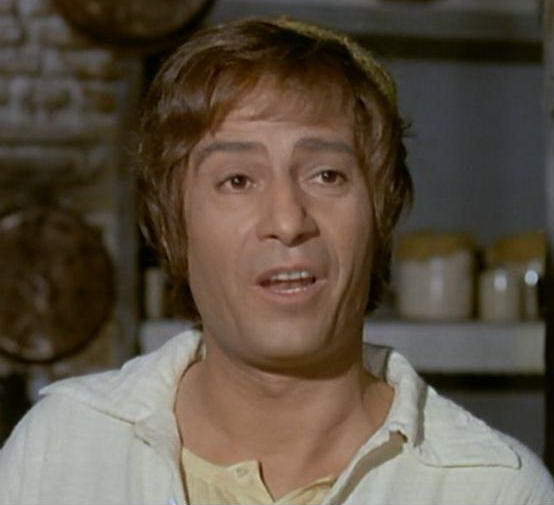
Nino Manfredi interpreta il portavoce ottocentesco di Pasquino nel film Nell'anno del Signore (1969)

La celebre frase Io so' io, e voi nun ziete un cazzo! di Alberto Sordi, pronunciata nel film Il marchese del grillo è proprio tratta dal sonetto de Li soprani der monno vecchio. Il personaggio di Sordi è un marchese sbruffone e nullafacente, che si gode la vita come può, vantando i suoi titoli e approfittando della povera gente, come ad esempio l'ebanista Aronne Piperno, malvisto dai cristiani perché ebreo. La frase da Sordi è pronunciata quando il commissario di polizia, riconoscendo il marchese, gli evita l'arresto da parte delle guardie napoleoniche, dopo una rissa notturna ad un'osteria. La marmaglia è condotta in carcere, mentre Onofrio del Grillo se la ride, entrando nella carrozza.

## Film ispirati dall'opera del Belli
- Nell'anno del Signore, regia di Luigi Magni (1969)
- Er Più - Storia d'amore e di coltello, regia di Sergio Corbucci (1971)
- Rugantino, regia di Pasquale Festa Campanile (1973)
- Storie scellerate, regia di Sergio Citti (1974)
- In nome del Papa Re, regia di Luigi Magni (1977)
- Il marchese del Grillo, regia di Mario Monicelli (1981)
- In nome del popolo sovrano, regia di Luigi Magni (1990)

## Edizioni
- Duecento sonetti in dialetto romanesco, con prefazione e note di Luigi Morandi, Firenze, Barbera, 1870.
- I Sonetti romaneschi pubblicati dal nipote Giacomo, 6 voll., a cura di Luigi Morandi. Edizione completa dei 2158 sonetti fino ad allora noti. Città di Castello, S. Lapi Tipografo - Editore,1886-1889. Poi ristampati nel 1896 e nel 1906.
- Sonetti romaneschi. Scelta e prefazione di E Greggi. Roma, M. Carra & C. di Luigi Bellini, 1922.
- Sonetti romaneschi. Scelti ed annotati. Riproduzioni di tavole di B. Pinelli. 2 voll., Supergrafica Lolli, Roma, 1931.
- Sonetti romaneschi con un’appendice di sonetti italiani scelti e annotati da Augusto Castaldo e con disegni di B. Pinelli, Firenze, Salani, 1931.
- Sonetti romaneschi, Roma, M. Carra & C., 1944.
- Sonetti romaneschi. Scelti, ordinati e commentati da Roberto Vighi e Giorgio Vergara Caffarelli, in più voll., Roma, Danesi in Via Margutta, 1944.
- I Sonetti. Edizione integrale fatta sugli autografi, 3 voll., a cura di Giorgio Vigolo, Milano, Mondadori, 1952.
- Sonetti romaneschi. Scelti e commentati. A cura di Roberto Vighi. Disegni di Purificato. Firenze, Sansoni, 1963.
- Tutti i sonetti romaneschi, in più voll. A cura di Bruno Cagli. Roma, Avanzini e Torraca, 1964.
- I Sonetti, traduzione di Carlo Muscetta, a cura di M.T. Lanza, Milano, Feltrinelli, 1965.
- I Sonetti, scelta ampia e ragionata, a cura di Giorgio Vigolo con la collaborazione di Pietro Gibellini, Collana I Meridiani, Mondadori, 1984.
- Tutti i sonetti romaneschi, 2 voll., a cura di Marcello Teodonio, Roma, Newton Compton, 1998.
- I sonetti, 4 voll., edizione critica annotata e commentata diretta da Pietro Gibellini, a cura di P. Gibellini, Lucio Felici ed Edoardo Ripari, Collana I Millenni, Torino, Einaudi, 2018, ISBN 978-88-0623-821-6.